# Маґл
Маґл (англ. muggle) — термін із книг про Гаррі Поттера англійської письменниці Джоан Роулінг.

## Визначення терміна
Маґли — люди, в яких не тече чаклунська кров (не мають магічних здібностей), так само як і їхні батьки. Більшість маґлів не здогадуються про існування магічного світу. Офіційна назва таких людей — немагічне населення. Слід зазначити, що назва маґли використовується виключно чаклунами й відьмами Великої Британії, тоді як в інших країнах їх називають інакше. В Америці, наприклад, їх називають нечакли, скорочено від нечаклуни.
Чаклунів, що народилися в родині маґлів називають маґлородцями. Якщо народилися в родині маґла і чистокровного чаклуна (змішана родина з хоча б одним відмінним предком) — напівкровними. Якщо в родині чистокровних чаклунів народилася дитина без магічних здібностей (таке трапляється дуже рідко), таких дітей називають сквибами.

## Походження
Джоан Роулінг стверджує, що придумала термін «маґл» на основі англійського слова «mug», що означає людину, яку легко обдурити. Вона додала до цього слова -ґл (-gle) для того, щоб слово не було таким образливим.
Слово «маґл» було внесено до Оксфордського словника англійської мови 2003 року (означає людину, якій не вистачає майстерності).